# Ecorregión terrestre pastizales patagónicos
La ecorregión terrestre pastizales patagónicos (en inglés Patagonian grasslands) (NT0804) es una georregión ecológica situada en las sierras y llanuras del sur del Cono Sur sudamericano. Se la incluye entre los pastizales, sabanas, y matorrales templados del neotrópico de la ecozona Neotropical.

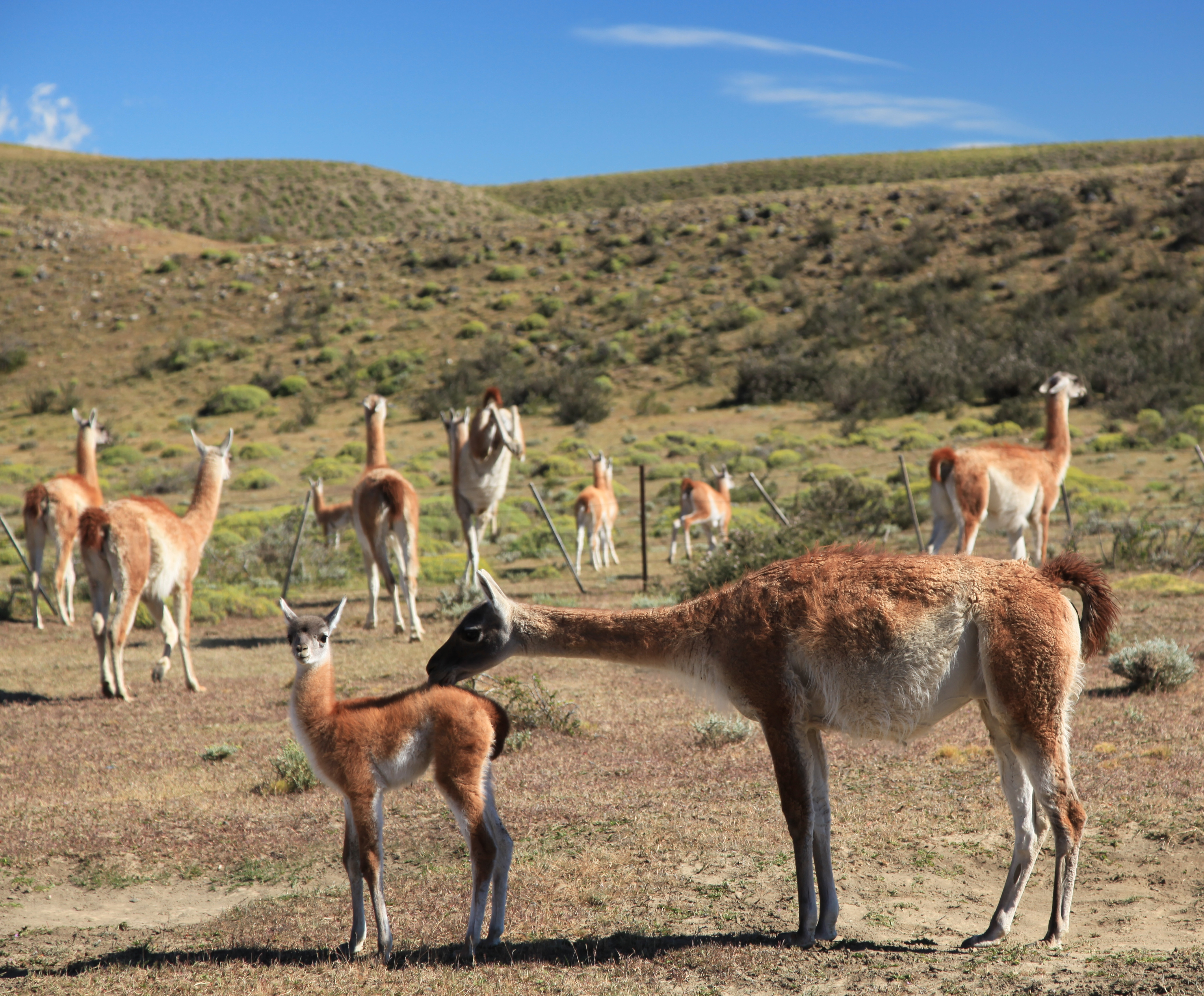
El guanaco austral es una especie abundante en esta ecorregión.

## Distribución

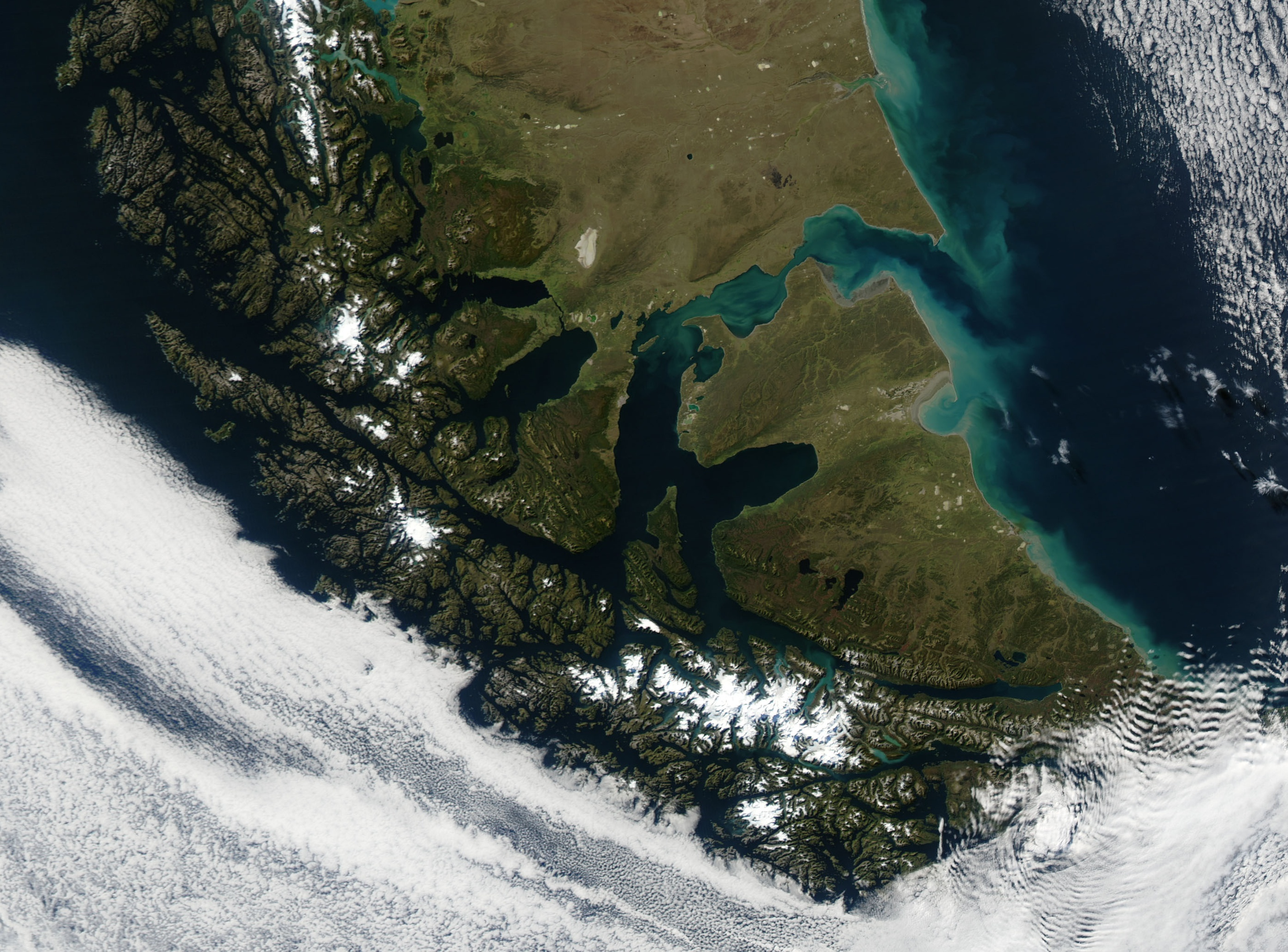
Vista satelital estival de esta ecorregión.

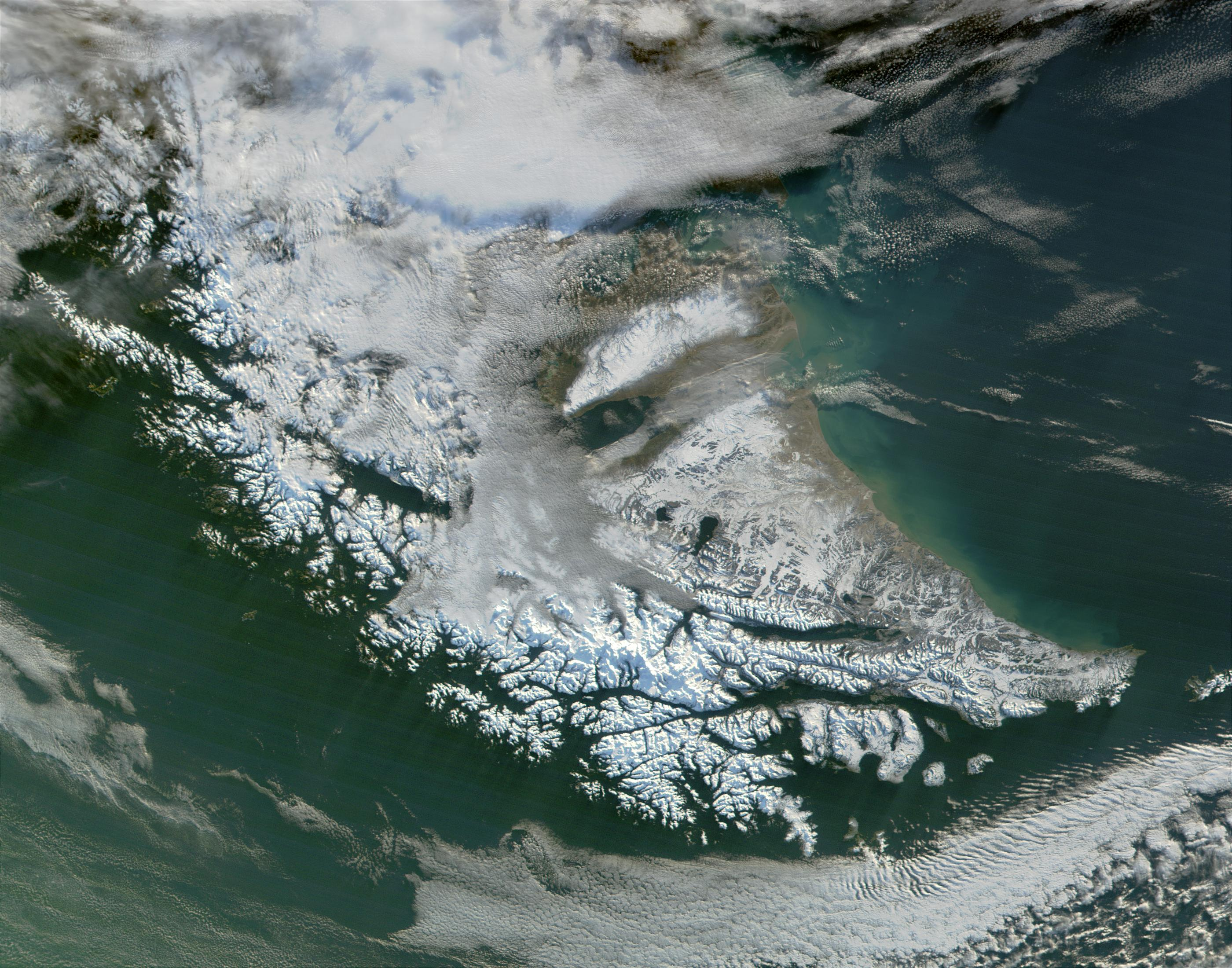
Vista satelital invernal de esta ecorregión.

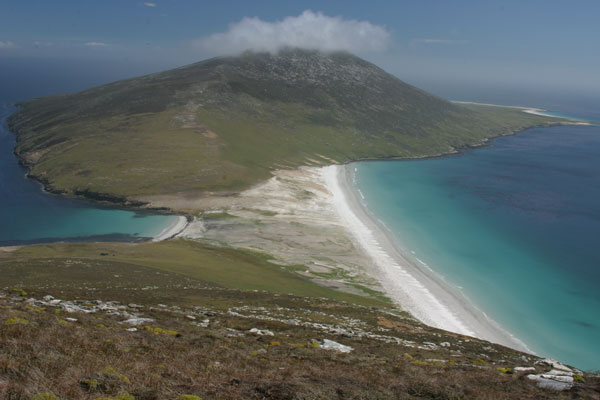
Los sectores terrestres de las islas Malvinas se asignan a esta ecorregión.

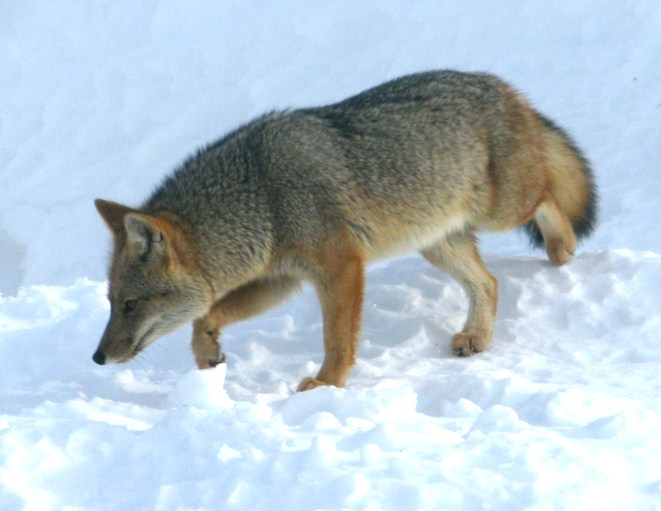
El zorro culpeo fueguino es un cánido común en el sector insular austral de esta ecorregión.

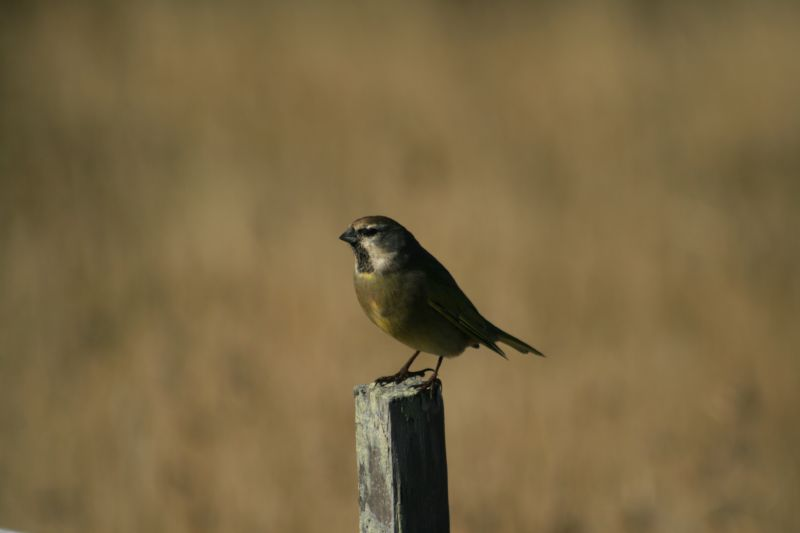
El yal austral es un ave endémica de esta ecorregión.

Esta ecorregión se encuentra en la Patagonia esteparia austral, al oriente de la cordillera de los Andes, y en ambas márgenes del estrecho de Magallanes, tanto en el sector continental como en el norte de la isla Grande de Tierra del Fuego. En Chile se distribuye en sectores orientales de la Región de Magallanes y de la Antártica Chilena. En la Argentina se encuentra desde el río Coyle en el sur de Santa Cruz hasta la mitad norte de la provincia de Tierra del Fuego, Antártida e Islas del Atlántico Sur. También cubre las islas Malvinas. El ecosistema natural es un dilatado pastizal, con limitados sectores arbustivos.

## Características biológicas

### Flora
Fitogeográficamente, esta ecorregión se incluye en distintas unidades botánicas. El sector continental se lo asigna al distrito fitogeográfico patagónico subandino de la provincia fitogeográfica patagónica, mientras que la porción fueguina se la incluye en el distrito fitogeográfico patagónico fueguino de la misma provincia fitogeográfica. En las islas Malvinas se hace presente la provincia fitogeográfica insular subantártica del dominio fitogeográfico subantártico.  
Incluye en su mayor parte formaciones de estepas graminosas de densos coironales, gramíneas de hojas duras y punzantes, y también sectores con arbustos.

### Fauna
El guanaco austral (Lama guanicoe guanicoe) es una especie abundante en esta ecorregión. También se encuentra el puma patagónico (Puma concolor puma), el zorro gris o chilla (Lycalopex griseus), el zorro culpeo fueguino (Lycalopex culpaeus lycoides) en la isla Grande de Tierra del Fuego, el zorro colorado patagónico (Lycalopex culpaeus magellanicus) en el sector continental, estando ya extinto el zorro de las Malvinas (Dusicyon australis), único mamífero terrestre nativo de las islas Malvinas.  
Son numerosos los taxones de aves endémicas, entre ellas el yal austral (Melanodera melanodera).